# Sisinio von Pretis-Cagnodo

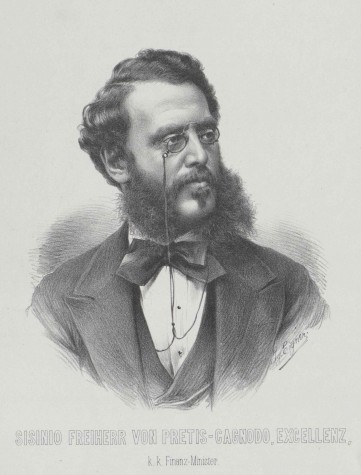
Finanzminister Sisinio von Pretis-Cagnodo (1870er-Jahre)

Sisinio von Pretis-Cagnodo, ab 1871 Freiherr von Pretis-Cagnodo (* 14. Februar 1828 in Hamburg; † 15. Dezember 1890 in Wien) war ein österreichischer Ministerialbeamter und Politiker. Er war 1870–1871 und 1872–1882 Abgeordneter zum österreichischen Reichstag sowie von 1872 bis 1879 Finanzminister Cisleithaniens (der österreichischen Reichshälfte der Habsburgermonarchie). 1871–1872 und erneut 1879–1888 war er Statthalter des Österreichischen Küstenlandes sowie ab 1889 Mitglied des Herrenhauses.

## Leben
Sisinio Pretis-Cagnodo wurde am 14. Februar 1828 als Sohn des österreichischen Diplomaten Sisinio de Pretis, Edler von Cagnodo geboren, der damals Konsulatskanzler, dann Generalkonsul in der zum Deutschen Bund gehörenden Freien Stadt Hamburg war. Er studierte Rechts- und Staatswissenschaften an den Universitäten Innsbruck, Prag, Göttingen und Heidelberg, wo er 1850 zum Dr. jur. promoviert wurde. Danach trat er im Jahre 1852 bei der Finanzprokuratur in Triest in den Staatsdienst ein. Bereits im darauffolgenden Jahr kam er in die Statthalterei des Österreichischen Küstenlandes, diente dann aber ab 1855 der k.k. Zentralseebehörde (ebenfalls in Triest) als Konzipist und war ab 1857 Gubernialsekretär. Pretis-Cagnodo heiratete 1856 Marie Boeckmann, mit der er drei Söhne und eine Tochter bekam.
Im Jahr 1862 wurde er Ministerialsekretär am neugebildeten k.k. Ministerium der Marine, das jedoch nur während der Amtszeit von Friedrich Moritz von Burger als österreichischer Marineminister bestand und 1865 wieder aufgelöst wurde. Infolge dieser Auflösung arbeitete Pretis-Cagnodo in der Marinesektion des k.u.k. Kriegsministeriums als Sektionsrat und kam im darauffolgenden Jahr, 1866, in das k.k. Ministerium für Handel und Volkswirtschaft. Im Ministerium war er ein Experte in Zollfragen und war deshalb bei der Ausarbeitung und den Abschlüssen der Handelsverträge mit England, Frankreich, Italien, Deutschland und der Schweiz tätig.
Ab 1867 fungierte Pretis-Cagnodo als Sektionschef und war nach der Enthebung des so genannten Bürgerministeriums in dieser Funktion im Ministerium Potocki von April 1870 bis Februar 1871 mit der Leitung des Handelsministeriums betraut. Im Jahr 1871 wurde er in den Freiherrenstand erhoben. Nach dem Rücktritt des Ministerpräsidenten Alfred Józef Potocki wurde Pretis-Cagnodo zum Statthalter des aus den drei Kronländern Görz und Gradisca, Triest mit seinem Gebiet und Markgrafschaft Istrien bestehenden Küstenlandes mit Amtssitz in Triest ernannt. In diesem Amt war er von 27. Februar 1871 bis zum Jänner 1872 tätig, ehe er am 15. Jänner 1872 vom Kaiser an Stelle von Ludwig von Holzgethan, der das Amt des Reichsfinanzministers übertragen erhielt, als cisleithanischer Finanzminister in die von Adolf von Auersperg geleitete Regierung berufen wurde.
Der den Deutschliberalen nahestehende Pretis-Cagnodo wurde in den Jahren 1872 bis 1882 vom böhmischen Großgrundbesitz als Reichsratsabgeordneter in das Parlament Cisleithaniens entsandt. Nachdem es im Ministerium Auersperg zu einer Krise gekommen war, betraute im Spätsommer 1878 Kaiser Franz Joseph I. Sisinio von Pretis-Cagnodo auf Vorschlag des Vorsitzenden der Deutschliberalen Partei, Eduard Herbst, mit der Bildung einer neuen Regierung. Angesichts des nach dem Berliner Kongress begonnenen Okkupationsfeldzugs in Bosnien, den Pretis-Cagnod befürwortete, Herbst jedoch scharf ablehnte, verweigerte dieser ihm die Gefolgschaft im Parlament, woraufhin Pretis den Auftrag zurücklegte und die Regierungsbildung scheiterte. Pretis-Cagnodo verblieb auch noch in der Übergangsregierung unter Karl von Stremayr als Finanzminister und trat erst gemeinsam mit diesem im August 1879 endgültig zurück. 
Danach fungierte er in den Jahren 1879 bis 1888 erneut als Statthalter des Küstenlandes. Hier konnte er, abgesehen von den irredentistischen Unruhen im Zusammenhang mit dem versuchten Attentat von Guglielmo Oberdan auf den Kaiser und der deswegen verhängten Todesstrafe, für längere Zeit den Frieden unter den altösterreichischen Nationalitäten erhalten.
Pretis-Cagnodo hatte bereits 1873 den Titel des Wirklichen geheimen Rats verliehen bekommen. Nach seiner Versetzung in den Ruhestand, 1889, wurde er in den Verwaltungsrat der Bodencreditanstalt berufen, wurde Präsident des Verwaltungsrates des Privatunternehmens Österreichisch-ungarische Staatseisenbahngesellschaft und vom Kaiser auf Lebenszeit zum Mitglied des Herrenhauses ernannt.
Sisinio Freiherr von Pretis-Cagnodo verstarb am 15. Dezember 1890 62-jährig in Wien. Er wurde am Friedhof Mauer bestattet. Die veröffentlichten Nachrufe verwiesen unter anderem auf zahlreiche Ehrenbürgerschaften, die Pretis erhalten hatte.

## Landtagsabgeordneter
Von 1867 bis 1876 und von 1881 bis 1883 war er Abgeordneter im Landtag von Görz und Gradisca. Von 1870 bis 1871 und von 1872 bis 1882 gehörte er dem böhmischen Landtag an. 1883 war er auch Mitglied im istrianischen Landtag.